# لانه‌کن‌های دلربا
لانه‌کن‌های دلربا (نام علمی: Harpactes) نام یک سرده از تیره لانه‌کن است.